# Domaczewo (przystanek kolejowy)
Domaczewo (biał. Дамачава; ros. Домачево) – przystanek kolejowy w miejscowości Domaczewo, w rejonie brzeskim, w obwodzie brzeskim, na Białorusi.
Przystanek istniał przed II wojną światową. Nosił wówczas nazwę Domaczewo-Miasto.